# Стефан Константин Песочинский
Стефан Константин Песочинский (пол. Stefan Konstanty Piaseczyński; 1628—1691) — государственный и военный деятель, дипломат Речи Посполитой.

## Биография
Происходил из шляхетского рода Песочинских герба Лис. Младший сын Якуба Песочинского, чашника брацлавского, и Анны Красносельский. Родился 1628 году в Брацлаве или Виннице. В 1632 году он потерял отца. Воспитывался в католическом духе. В 1640-х годах вместе с братьями вступил в конфликт с матерью, которая после смерти мужа вторично вышла замуж — за Василия Рогозинского. В 1646 году начинается судебный процесс Стефана, его братьев Павла и Яна с мачехой двоюродного брата Яна — Эльжбетой Песочинской — за село Новая Каменогорка. В 1647 году Стефан Песочинский продает село Уланов, четвертую часть села Каменогорка, слободу Новая Каменогорка, село Заречье двоюродному брату Яну Песочинскому — в новогрудском и улановском староствах, имения, которые были собственностью его и брата Яна. В 1648 году Стефан Песочинский избирался депутатом от Брацлавского воеводства на элекционный сейм, где новым королем был избран Ян Казимир Ваза.
В 1649—1651 годах участвовал в войне против восставших украинских казаков во главе с Богданом Хмельницким. В 1652 году возглавил казацкую хоругвь. В 1653 году был избран послом на чрезвычайный сейм. В 1654 году становится брацлавским подстолием. В 1655 году Стефан Песочинский был назначен ротмистром казацкой хоругви в 273 конника. В 1656 году изначально планировал присоединиться к шведам во главе с королем Карлом X Густавом, однако в конце концов перешел на сторону короля Яна II Казимира, вступил в армию Стефана Чернецкого возле Львова. В 1656 году король Ян II Казимир предоставил Стефану Песочинскому войтовство в Браньске. Вскоре становится полковником. Во главе полка всадников участвовал в битве за Варшаву 29-31 февраля 1656 года.
В 1659 году Стефан Песочинский избирается депутатом от Брацлавщины на вальный сейм. Стал членом комиссии, готовившей мирный договор с Московским царством. В том же году подал в Луцкий суд манифестацию (заявление) по иску к Николаю Жабокрицкому из-за обиды жены и детей. В 1660 году выкупил за 15 тыс. польских злотых у подстолия краковского Тодиаса Морштына владение Остроленки, состоящее из 2 городов и 13 сел. В 1661 году получил в пожизненное владение села Билмач, Бан, Гулю, Скаженика, Здановчи, Рудки, Кованов, Югны в Брацлавском воеводстве.
В 1661, 1662, 1664 годах Стефан Песочинский вновь становится послом на сейм. В 1664—1665 годах находился в польско-литовской армии, которая действовала на Правобережной Украине против московских войск и левобережных казацких полков.
В 1665 году участвовал в битве при Ченстохове на стороне рокошан Ежи Себастьяна Любомирского. За это лишен должности подстолия брацлавского, но фактически сохранил ее. В то же время вступил в конфликт по имении Высоцк с Павлом Тетерей, бывшим гетманом Правобережной Украины. Добился его баниции в 1669 году. В том же году получает брацлавское староство. Тетеря в ответ составил дарственную на имение для Ордена иезуитов. В 1670 году после отравления Павла Тетери Искрицкий и Пироцкий, которые были при нем в эмиграции, обвинили в его смерти Стефана Песочинского, который не отрицал убийства, но сообщил, что это сделал не он.
В 1670 году вместе со Станиславом Беневским вел переговоры с правобережным гетманом Петром Дорошенко. 2 сентября 1670 году как один из делегатов Речи Посполитой подписал договор в Остроге с гетманом Михаилом Ханенко. В 1672 году Стефан Песочинский получает должность каштеляна берестейского. Был послом в сейм, где стал сторонником Яна Собеского, выступал против короля Михаила Корибута Вишневецкого.
В 1673—1675 годах Стефан Песочинский во главе двух хоругвей участвовал в военных кампаниях короля Яна III Собеского против турок и татар на Подолье. В 1673 году вместе с братом Яном получил от двоюродного брата Яна Песочинского, который не имел потомков, села Сосницу, Карп, Новые Мельницы и Погар. В 1678 году вошел в комиссию, которая готовила новый мирный договор с Московским царством. В 1679 году после заключения Андрусовского перемирия потерял значительные владения в Черниговском воеводстве. В качестве компенсации получил от сейма 7 тыс. польских злотых.
В 1684 году Стефан Песочинский становится кандидатом на должность гетмана польного литовского, но из-за негативного отношения короля Яна Собеского не получил назначения. В 1686 году назначается воеводой смоленским. Впрочем, это было скорее почетная должность, которая позволила Стефану Песочинскому стать сенатором Речи Посполитой. Фактически Смоленское воеводство находилось под властью Московского царства. Умер в 1691 году.

## Семья
1. Жена — Тереза из рода Ваннер.
дети:
- Ежи, староста улановский
- Николай Стефан (? — 1689)
- Елена, жена представителя рода Лещинских

2. Жена — Луция Тереза Деревинская (ум. 1676).
дети:
- Кристина, жена представителя рода Романовских
- Магдалина, жена представителя рода Чолевских
- Анна, монахиня-бернардинка

3. Жена — София Барбара, дочь Яна Фирлея, старосты смидинского.